# Ci sarà
Singles de Al Bano et Romina Power
Che angelo sei (Amore mio)
(1982) Canzone blu
(1984)
Ci sarà est une chanson du duo italien Al Bano et Romina Power.
Al Bano et Romina Power l'a présentée au public au Festival de Sanremo de 1984 (it). La chanson a remporte la premiere place avec 2122616 voix.
La chanson a atteint la 1re place en Italie, la 7e place en Suisse, la 13e place en Autriche et la 51e place en Allemagne.

## Classements
| Classement                   | Meilleure position |
| ---------------------------- | ------------------ |
| Allemagne (Media Control AG) | 51                 |
| Autriche (Ö3 Austria Top 40) | 13                 |
| Italie                       | 1                  |
| Suisse (Schweizer Hitparade) | 7                  |